# الامتيازات في الصين

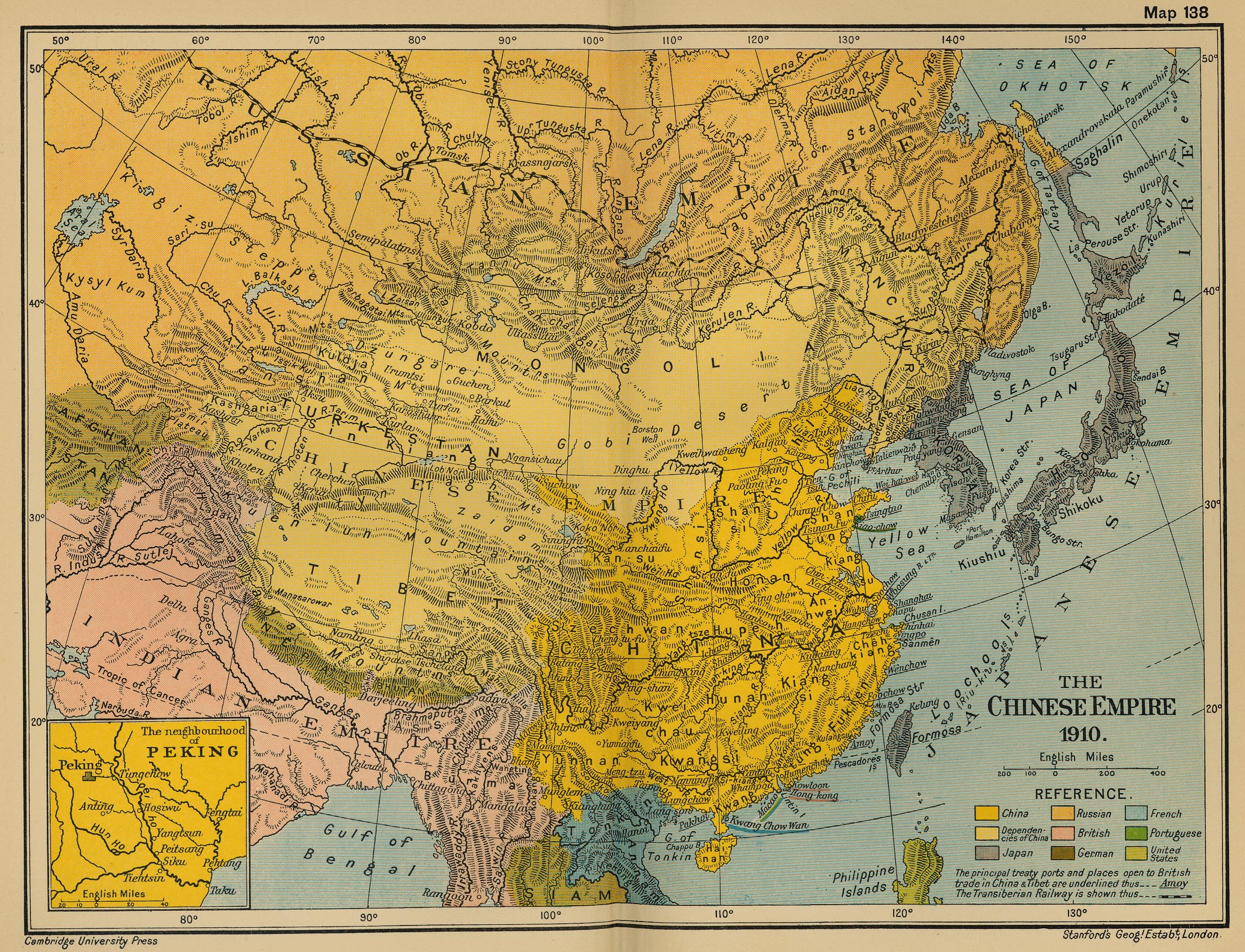
سلالة تشينغ الحاكمة في 1910

الامتيازات (إقطاع، اِمتيَاز) في الصين، كانت مجموعة من الامتيازات [الإنجليزية] (مناطق إقامة وتجارة) مُنحت خلال أواخر الإمبراطورية الصينية وجمهورية الصين، وكانت تحكمها وتشغلها قوًى أجنبية، ولطالما ارتبطت مثل هذه الامتيازات بالاستعمار والإمبريالية.
كانت الامتيازات خارج الحصانة المحلية وكانت مُستحاطات داخل المدن الرئيسية التي أصبحت موانئ معاهدة [الإنجليزية]. وأمَّا اليوم، فإنَّ جميع هذه الامتيازات قد حُلَّت وأُلغيت.

## التاريخ

### فترة الإمبراطورية الصينية
منحت الإمبراطورية الصينية الامتيازات في نهاية عهد سلالة تشينغ، كنتيجة لسلسلة من «المعاهدات غير المتكافئة». كانت معاهدة نانجينغ هي فاتحة منح الامتيازات، وقد وقعت هذه الاتفاقية في عام 1842 بين السلالة الحاكمة والمملكة المتحدة. وبموجب كل معاهدة تُبرم، كانت الصين ملزمة عادة بفتح المزيد من موانئ المعاهدة للتجارة وتأجير المزيد من الأراضي كجزء من الامتياز أو التنازل عنه بالكامل. وكان الاستثناء الوحيد الذي سبق هذه الفترة هو منطقة ماكاو، التي كانت مؤجرة في عام 1557 إلى مملكة البرتغال، خلال عهد سلالة مينغ. وقد استمرت البرتغال في دفع الإيجار للصين حتى عام 1863 للبقاء في ماكاو.

## فترة جمهورية الصين

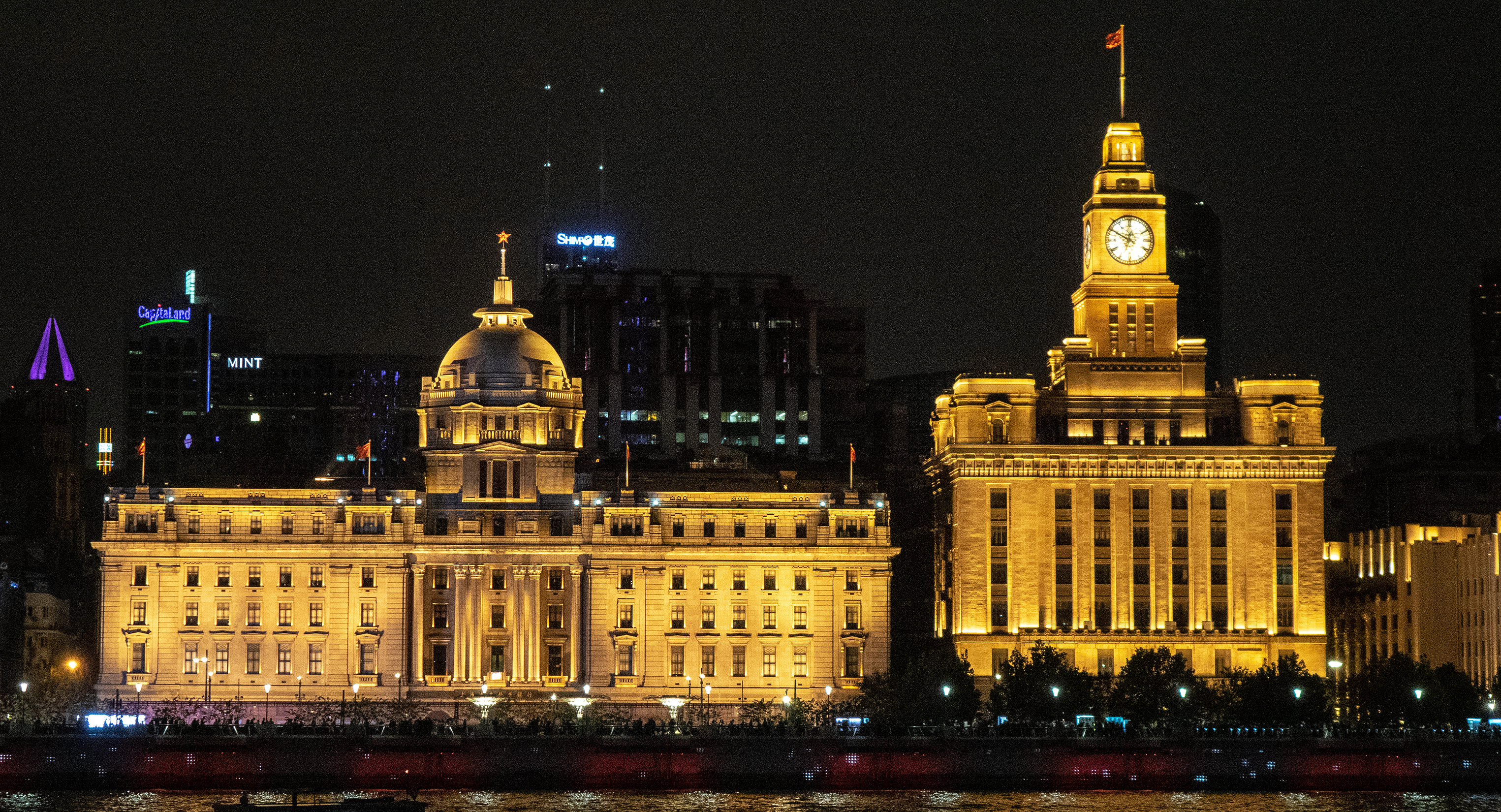
بنك هونغ كونغ وشنغهاي، الذي بني في عام 1923، وبيت الجمارك، الذي بني في عام 1927.

استمرت الامتيازات الأجنبية في الوجود خلال فترة «البر الرئيسي» لجمهورية الصين. وكان مسرح آسيا والمحيط الهادئ للحرب العالمية الأولى حدثًا رئيسيًا آخر غير ملكية الامتيازات في الصين مع التوسع الياباني. وقد اختُصِرَت التنازلات جزئيا في معاهدة واشنطن البحرية ومعاهدة القوى التسع وذلك في محاولة سعي الصين لإعادة تأكيد سيادتها المطلقة.

## قراءات متعمقة
- Panikkar, K. M.  [لغات أخرى]‏ (1953). Asia and Western dominance, 1498–1945, by K.M. Panikkar. London: G. Allen and Unwin.
- Nield، Robert (2010). The China Coast: Trade and the First Treaty Ports. Hong Kong: Joint Publishing Company. ISBN:9789620429873.

## وصلات خارجية
- Treaty ports and extraterritoriality in 1920s China